# Corinna Kirchhoff
Corinna Kirchhoff (Düsseldorf, 9 mars 1958) est une actrice et comédienne allemande. 

## Biographie
Elle a étudié à l’École d'art dramatique Max-Reinhardt.

## Récompense et distinction
En 2002 elle a obtenu le Prix Nestroy de la meilleure actrice pour son rôle de Marie Stuart dans la pièce Marie Stuart.

## Filmographie

### Cinéma
- 1989 : La Toile d'araignée
- 2010 : Sous toi, la ville
- 2015 : Amnesia
- 2020 : Exil
- 2023 : L'Homme mesuré de Lars Kraume

### Télévision
- 2019 : Bauhaus - Un temps nouveau